# Сопоха
Со́поха (карел. Suopohd’a) — посёлок в Кондопожском районе Республики Карелия. Входит в состав Кончезерского сельского поселения.

## География
Посёлок находится на автотрассе «Кола», в южном конце Сопохской губы озера Сандал.

## История
Численность населения в 1905 году составляла 199 человек. 10 мая 1934 года постановлением Карельского ЦИК в деревне была закрыта церковь.

## Население
| 2002 | 2009 | 2010 | 2013 |
| ---- | ---- | ---- | ---- |
| 16   | ↗39  | ↘16  | ↘13  |

## Улицы
- ул. Геологов,
- ул. Полевая,
- ул. Придорожная,
- ул. Приканальная.

## Известные уроженцы
- Ватчиева, Анисья Васильевна (1886—1984) — советская сказительница и песенница[8].